# Сражение в Фардикампос
Сражение в Фардикампосе (греч. Μάχη του Φαρδύκαμπου), — 3-х дневное (4—7 марта 1943 года) сражение отрядов ЭЛАС, в годы Второй мировой войны против частей итальянской оккупационной армии поддерживаемых итальянской авиацией. В ряду больших (по партизанским масштабам) побед греческих партизан, сражение в Фардикампос отличается большим и решающим участием в нём так называемого «резервного ЭЛАС» (иррегулярных местных ополченцев).

## Оккупация и Сопротивление
С началом оккупации Греции странами Оси страна была разделена на три зоны оккупации — немецкую, итальянскую и болгарскую.
Западная Македония оказалась в итальянской зоне, а непосредственно оккупацию и карательные операции осуществляла итальянская дивизия «Пинероло», части которой располагались в Фессалии и Западной Македонии следующим образом:
- 13-й, 14-й и 313-й пехотные полки в Кастория, Гревена, Волос, Алмирос и Лариса (штаб дивизии)
- 18-й артиллерийский полк в городе Лариса
- 6-й кавалерийский полк Аоста в городе Трикала
- 130-й батальон чернорубашечников в городе Эласон

Вместе с вспомогательными подразделениями в общей сложности 14 тыс. человек.
Как и по всей стране инициатива по созданию движения Сопротивления принадлежала компартии Греции, создавшей Национально-освободительный фронт Греции, который затем свёл свои отряды в Народно-освободительную армию Греции (ЭЛАС).
Характерно что после победоносной для греческого оружия Греко-итальянской войны (1940-41), руководство ЭАМ считало итальянцев более слабым противником, и первоначально инструктировала свои отряды атаковать немцев только при необходимости, а итальянцев в первую очередь, рассматривая итальянские оккупационные войска как источник (трофейного) оружия.
К середине 1943 года ЭЛАС контролировала около половины территории страны и была реорганизована в регулярную армию, повторяя довоенную географическую структуру греческой армии и номера её дивизий.
Параллельно с регулярной ЭЛАС, были организованы отряды т. н. «резервной ЭЛАС», представленной полу-подпольными иррегулярными отрядами и группами местного населения, не покидавшего свои места жительства и, кроме самообороны, участвовавшего в кратковременных операциях в своих регионах. Отряды резервной ЭЛАС существовали не только в сельских местностях, но и в пригородах больших городов, в частности греческой столицы, городе Афины.

## Прелюдия сражения
В январе 1943 года отряды ЭЛАС атаковали жандармский участок в западномакедонском городке Сьятиста, ликвидировав таким образом присутствие в городе представлявшей оккупационные власти жандармерии правительства квислингов. Часть жандармов перешла на сторону партизан. Сьятиста де-факто стала свободным городом. Наряду с последовавшим в феврале бое партизан против роты итальянской оккупационной армии у западномакедонского городка Гревена, занятие Сьятисты партизанами стало прелюдией более масштабных боёв в регионе.

## Начало сражения
В марте организация ЭАМ Сьятисты получила информацию, что большая механизированная колонна итальянской армии направится из города Козани к Сьятиста и Гревена. Александрос Росиос (партизанский псевдоним «Ипсилантис»), кадровый офицер греческой армии и один из партизанских командиров западномакедонского региона, будучи уроженцем города призвал к оружию своих сограждан. Жители Сьятисты приняли его призыв, тем более что история города, всего 30 лет тому назад, в период Первой Балканской войны, была отмечена успешной обороной жителей против осаждавших город турецких войск и македонских мусульман, до подхода греческих войск.
4 марта отряды ЭЛАС насчитывающие в общей сложности примерно 200—250 партизан, разбили итальянскую колонну 180 солдат, из которых 15 были убиты, остальные сдались. На этом этапе партизаны отделались только 3 раненными и захватили большое количество трофейного оружия и продовольствия.
Между тем Пероне Пасконели, командир итальянского гарнизона в Гревена, выслал в помощь (уже разбитой) колонне, одну роту своего батальона, которая была остановлена партизанами на мосту реки Алиакмон.
После чего Пасконели задействовал весь свой батальон, с тем чтобы разбить атаковавших партизан и затем отбить у них Сьятисту.
ЭЛАС мобилизовал все свои отряды действовавшие в близлежащих регионах, собрав таким образом 600 бойцов. Утром 5 марта, 600 итальянских солдат перешли мост Алиакмона и в полдень атаковали позиции партизан на высотах перед Сьятистой. Первоначально партизаны отбили итальянскую атаку, но после контратаки итальянцы подошли к первым домам Нижней Сьятисты. Однако здесь они встретили упорное сопротивление жителей города. Стремясь оборвать итальянскую контратаку, отряды ЭЛАС атаковали итальянцев с запада, в то время как другой отряд под командованием учителя и лейтенанта запаса Димитриса Зигураса, (партизанский псевдоним «капитан Палеолог»), переплыв Алиакмон атаковал полевой штаб итальянцев. После чего отряд ЭЛАС из Гревена, под командованием учителя и офицера резервиста Василиса Ганациоса, (пседвоним «капитан Химаррос») осуществил атаку с юга, вынудив три итальянские роты отступить. Вечером партизаны подошли к палатке итальянского командира, но наступившая ночь вынудила их остановить атаку.

## Победа в Фардикампос
Итальянские части оказались блокированными в местности именуемой Фардикампос (переводится как Широкая долина).
6 марта организация ЭАМ Сьятисты обратилась Иоаннису Кондонасису, отставному майору греческой армии воглавлявшего небольшую группу Сопротивления правой политической ориентации, «ΕΚΑ», соединиться с отрядами ЭЛАС и возглавить координацию их действий.
Кондонасис принял предложение и приказал немедленное окружение и «уничтожение» противника. Однако первая атака против окружённых итальянцев была отбита, как и последующая атака совершённая к вечеру.
Этому способствовала деятельность итальянских самолётов, сбрасывавших в помощь окружённым боеприпасы и продовольстивие, часть которых однако попала в руки партизан.
Однако непрерывное давление партизан и усталость итальянцев вынудила Пасконели сдаться. 7 марта он принял условия безоговорочной капитуляции.

## Оценки
В числе больших сражений Греческого Сопротивления Сражение в Фардикампос выделяется большим числом пленных противника.
Димитрис Зигурас, будучи участником сражения и одним из партизанских командиров, позже писал о 95 убитых итальянцев, 644 пленных, из которых 79 были раненными.
Историк Фивос Григориадис пишет о 536 сдавшихся рядовых и 17 итальянских офицерах. Он же пишет о результативности греческих партизан, указывая на их потери составляли всего 3 убитых, плюс 13 убитых жителей Сьятисты.
Народная Муза немедленно воспевшая эту победу с гордостью упоминает о 603 пленных (и 603 взяты в плен, сходи в (деревню) Зубани и глянь на них).
Партизанская победа в Фардикампос не была результатом какого либо стратегического планирования, но расценивается как результат народного энтузиазма и в первую очередь местного населения.
При этом победа при Фардикампос создала предпосылки для последовавшего освобождения территорий выходящих за пределы Западной Македонии и очерченных треугольником Коница — Кастория — Каламбака.